# Краснодворцы (Солигорский район)
Краснодворцы (бел. Краснадво́рцы) — агрогородок в Солигорском районе Минской области Беларуси. Административный центр Краснодворского сельсовета.

## География
Расположен в 10 км в направлении на северо-запад от Солигорска, в 130 км от Минска, в 2 км на запад от автомобильной дороги Р23.
Пролегает дорога Н9607.

## История
В 1909 году в Старобинской волости Слуцкого уезда Минской губернии.
В 2008 году деревня Краснодворцы преобразована в агрогородок.

## Население

### Численность
- 2019 год — 822 жителей

### Динамика
- 1909 год — 957 жителей, 166 дворов[4]
- 1998 год — 842 жителей, 357 дворов
- 2009 год — 852 жителей (перепись населения)[4]
- 2019 год — 822 жителей (перепись населения)

## Культура
- Дом культуры
- Музей «Птицы Беларуси и промышленное птицеводство»

## Достопримечательность
- Храм Преображения Господнего (1998)

### Памятник, скульптура
- Памятник землякам, погибшим в Великой Отечественной войне

## Известные лица
- Григорий Васильевич Шкраба (1919—1997) — белорусский литературовед.
- Владимир Сидорович Клишевич (1914—1978) — белорусский поэт